# Lone Star (Teksas)
Lone Star je grad u američkoj saveznoj državi Teksas. Prema popisu stanovništva iz 2010. u njemu je živjelo 1.581 stanovnika.